# Jules De Bisschop
Julius Maria Adolphus Henricus (Jules) De Bisschop (Gent, 5 februari 1879 - aldaar, 21 december 1954) was een  roeier uit België en was lid van de Koninklijke Roeivereniging Club Gent. Hij nam  deel aan de Olympische Spelen en won hierbij een zilveren medaille.

## Loopbaan
De Bisschop werd tussen 1898 en 1900 driemaal Europees kampioen in de acht met stuurman van de Club Nautique de Gand. Hij nam deel aan de Olympische Zomerspelen 1900 in Parijs en won er een zilveren medaille in de acht met stuurman van zijn club.
Jules De Bisschop is de jongere broer van Victor De Bisschop

## Palmares

### acht
- 1898:  BK
- 1898:  EK in Turijn
- 1899:  BK
- 1899:  EK in Oostende
- 1900:  BK
- 1900:  EK in Parijs
- 1900:  OS in Parijs